# Anke am Berg
Anke am Berg (* 1966 in Leipzig) ist eine deutsche Illustratorin.

## Werdegang
Sie belegte von 1984 bis 1989 ein Studium an der Pädagogischen Hochschule Erfurt/Mühlhausen und führte es zwischen 1989 und 1992 an der Hochschule für Grafik und Buchkunst in Leipzig fort. Von 1996 bis 2001 arbeitete sie als Artdirector bei der Agentur für Kommunikation. Danach arbeitete sie als Grafikerin in Berlin.